# Santa Margalida
Santa Margalida, en catalan et officiellement (Santa Margarita en castillan), est une commune d'Espagne de l'île de Majorque dans la communauté autonome des Îles Baléares. Elle est située au nord de l'île et fait partie de la comarque de la Pla de Mallorca.

## Géographie

Localisation de l'île Majorque dans les Îles Baléares.
Localisation de Santa Margalida dans l'île de Majorque.
Localisation de la comarque de la Pla de Mallorca dans l'île de Majorque.

## Histoire
Le territoire de la commune était occupé dès la Préhistoire comme l'atteste le site archéologique d'Es Figueral de Son Real.

## Administration
| Période                                  | Période | Identité                 | Étiquette                     | Qualité |
| ---------------------------------------- | ------- | ------------------------ | ----------------------------- | ------- |
| 2007                                     | 2013    | Martí Ángel Torres Valls | Parti populaire               | Maire   |
| 2013                                     | 2018    | Antoni Reus Darder       | Independents - Suma pel Canvi | Maire   |
| Les données manquantes sont à compléter. |         |                          |                               |         |

## Personnalité liée à la commune
- Antonio Tauler